# Victoria Monét
Victoria Monét McCants (sinh ngày 1 tháng 5 năm 1989) là một ca sĩ và nhạc sĩ người Mỹ. Khởi đầu bằng công việc sáng tác, Monét theo đuổi sự nghiệp ca hát bằng việc phát hành một loạt đĩa mở rộng (EP); EP thứ năm Jaguar (2020) nhận được nhiều lời khen ngợi từ giới phê bình. Album phòng thu đầu tay của cô, Jaguar II (2023), đạt thành công thương mại và phát hành đĩa đơn ăn khách "On My Mama", lọt vào top 40 của Billboard Hot 100 và nhận được đề cử giải Grammy cho Thu âm của năm. Đây là một trong bảy đề cử của Monet tại Giải Grammy lần thứ 66, nơi cô giành giải Nghệ sĩ mới xuất sắc nhất và Album R&B xuất sắc nhất.
Cô tham gia biểu diễn nghệ thuật từ khi còn nhỏ và bắt đầu sự nghiệp âm nhạc vào năm 2010. Sau khi tham gia nhóm nhạc nữ tồn tại trong thời gian ngắn do nhà sản xuất âm nhạc Rodney Jerkins thành lập, cô đã chuyển sang sáng tác và bắt đầu làm việc song song với Jerkins và cộng sự của ông, D'Mile. Monét cộng tác thường xuyên với ca sĩ Ariana Grande, đồng sáng tác trong mỗi album phòng thu của Grande kể từ Yours Truly (2013) cho đến Positions (2020). Năm 2019, Monét giành ba đề cử giải Grammy (bao gồm cả Album của năm) cho đóng góp của cô trong album Thank U, Next của Grande. Cùng năm đó, Grande và Monét đã phát hành đĩa đơn "Monopoly", trở thành bản hit top 40 trên UK Singles Chart.
Trong suốt sự nghiệp của mình, Monét đã tham gia sáng tác các bài hát và album cho nhiều nghệ sĩ nổi tiếng như Nas, Travis Scott, Blackpink, Fifth Harmony, T.I., Lupe Fiasco, Chrisette Michele, Brandy, Coco Jones, Chloe x Halle và Chris Brown. Các giải thưởng của cô bao gồm hai Giải thưởng Âm nhạc Soul Train, ba Giải Grammy và Giải thưởng Rising Star Award từ Billboard Women In Music.

## Thời thơ ấu
Monét sinh ra ở Atlanta, Georgia vào ngày 1 tháng 5 năm 1989, và chuyển đến Sacramento, California khi còn nhỏ. Hồi học tiểu học Công giáo, cô xuất hiện trên sân khấu trong các vở kịch Giáng sinh và ở nhà thờ, cô hát trong dàn hợp xướng thiếu nhi. Ở trường trung học cơ sở, cô thành lập nhóm nhảy riêng và dạy nhảy tại hai studio. Cô học tại trường Trung học Sheldon ở Sacramento sau khi năn nỉ mẹ thay đổi địa chỉ để cô có thể tham gia chương trình nghệ thuật biểu diễn của Sheldon.